# Les Voyages fantomatiques de Scoubidou
Scooby-Doo et Scrappy-Doo Mystérieusement vôtre, signé Scoubidou
Les Voyages fantomatiques de Scoubidou ou Scooby-Doo et Scrappy-Doo Show (Scooby-Doo and Scrappy-Doo) est une série télévisée américaine de 33 épisodes composés de trois segments de sept minutes ; diffusés dans The Richie Rich/Scooby-Doo Show à partir du 5 novembre 1980, puis dans The Scooby and Scrappy-Doo/Puppy Hour (en) jusqu'au 18 décembre 1982 sur le réseau ABC.
En France, la série a été diffusée dans les années 1990 dans l'émission Hanna-Barbera Dingue Dong sur Antenne 2 (puis France 2). Rediffusion sur les chaînes Cartoon Network France et Boomerang. 
C'est la seule série Scooby-Doo à l'ancienne qui a été doublée par des comédiens français actuels et non ceux de l'époque : Éric Missoffe et Éric Métayer ont travaillé sur le doublage à la place des habituels Francis Lax, Jacques Torrens et Jacques Ferrière.
C'est la cinquième série avec Scooby-Doo. Elle est précédée de Scooby-Doo et Scrappy-Doo, aux épisodes plus longs, et suivie de Mystérieusement vôtre, signé Scoubidou (The All-New Scooby and Scrappy-Doo Show), elle aussi avec des épisodes plus longs et le retour de Daphné.

## Synopsis
Dans cette série les héros voyagent à travers le monde et rencontrent des monstres qui s'avèrent bien réels (alors que les monstres des séries Scooby-Doo sont d'habitude des méchants déguisés). 

## Distribution

### Voix originales
- Don Messick : Scooby-Doo / Scrappy-Doo
- Casey Kasem : Sammy Rogers

### Voix françaises
- Éric Missoffe : Sammy Rogers et Scooby-Doo
- Éric Métayer : Scrappy-Doo

## Production
Dans cette nouvelle série, Fred, Daphné, Vera disparaissent de la série. Cette nouvelle mouture de Scooby-Doo et Scrappy-Doo est maintenant composé de trois épisodes de sept minutes. Le ton est plus de l'ordre de la comédie d'aventures avec Scooby, Scrappy et Sammy comme trio comique. Cette version de Scooby-Doo et Scrappy-Doo est diffusée dans le Richie Rich and Scooby-Doo Show de 1980 à 1982, et dans le Scooby and Scrappy-Doo Puppy Hour de 1982 à 1983. Pour cette troisième saison, trois épisodes étaient diffusés chaque semaine, le troisième étant un épisode de Scrappy and Yabba-Doo.